# レオ・ブスカーリア

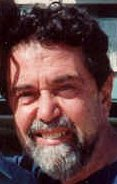
レオ・ブスカーリア（1989年）

レオ・ブスカーリア（Leo F Buscaglia、1924年3月31日 - 1998年6月12日）は、アメリカ合衆国の教育学者。いのちについての学び方を教える絵本『葉っぱのフレディ』で世界的に知られている。彼の名前は発音が難しく、片仮名表記でもブスカリア、バスカ（ー）リアといった表記もされているが、本人の説明による発音はブスカーリアである。これは、彼自身生前、講演の最初のネタとして自らジョークとして語っていたという。
彼は、イタリア系移民の家族の末子として生まれ、南カリフォルニア大学で教育学を学び、卒業後はパサディナ市の公立学校教員となり、現場の教師時代は主に学習障害の子どもたちのクラスを担当した。同時に大学院にも在籍し、教育学の博士号を取得の後、母校に戻り、同大学で教鞭を採った。教え子の自殺という事件に遭遇し、以後、いのちの教育、いのちのかけがえのなさ、人を愛することなどに関心を抱くようになり、「ラブ・クラス」(Love 1A)という単位の出ないゼミを主催。このゼミでの演習成果から、最初の著書『LOVE』(1972年)が生まれた。
彼の本は、数多くの販売記録を塗り替え、彼の講義はテレビ番組にもなって高い評価を得ている。彼は日常生活の中でのさまざまなストレスを克服するために社会的な人と人との絆が最も大切であるといい、その絆の中核的なものこそ愛であるという。愛こそ世界の共通語だというのが、彼の信念である。
彼の著書は、1998年までに世界の17ヵ国の言語で1,800万部の売り上げを記録した。
1998年6月12日、ネバダ州のタホ湖に近い彼の自宅で心臓発作により亡くなった。74歳だった。
日本では"The Fall of Freddie the Leaf"の日本語訳書である『葉っぱのフレディ いのちの旅』が、『週刊ダイヤモンド』に掲載した井狩春男のコラムや『産経新聞』掲載の「産経抄」などで取り上げられたことをきっかけに話題になった。

## 著書（日本語訳）
- 『フレディ 小さないのちの物語』講談社　1985年
- 『LOVE EACHOTHER』講談社　1986年
- 『もっと素直にすてきな愛を 愛のフィロソフィー』黎明書房　1986年
- 『葉っぱのフレディ いのちの旅』童話屋　1998年
- 『クリスマス・ラブ 七つの物語』JICC出版局　1989年、宝島社文庫　2001年
- 『パパという大きな木』講談社　1999年